# Pachi Armas
Francisco Ángel Rivas (Buenos Aires, 18 de marzo de 1943 - Ib. 10 de noviembre de 2010) fue un actor argentino de cine, teatro y televisión.

## Trabajos

### Cine[3]
- 1967: Las pirañas
- 1971: Alianza para el progreso (inédita), como un soldado.[4]
- 1972: Operación Masacre, como oficial taquígrafo N.º 1.
- 1973: Paño verde
- 1973: Los traidores (inédita)
- 1974: Secuestro y muerte de Mr. Dupont (inédita).[4]
- 1975: El Pibe Cabeza, como Carlos Morales.[4]
- 2008: Luisa, como Lavagnone.[4]

### Teatro[5]
En 1969 debutó en el Teatro Payró con la obra Chau, papá.
En los años setenta realizó una gira teatral por Italia, donde recibió un elogio del actor italiano Vittorio Gassman (1922-2000).
Trabajó en el elenco estable del teatro San Martín durante ocho años.

«Deberían existir muchos teatros como el San Martín. Cada sala teatral tendría que cobijar un elenco estable y, sobre todo, la posibilidad de una labor sostenida a lo largo de los años.»
Pachi Armas

En 1983 trabajó en Pasión y muerte de Silverio Leguizamón, obra con la que obtuvo gran reconocimiento del público y la crítica:

«Nunca hay buenos y malos. El personaje más terrible siempre tiene rasgos positivos. El actor debe descubrir el ángel y el demonio que habitan en todo papel.»
Pachi Armas, 1983

Además fue un gran profesor de actuación de muchos actores de la actualidad.
Entre sus notables trabajos teatrales se encuentran:
- 1970: Chau, Papá
- 1971: Historia tendenciosa de la clase media argentina
- 1972/1974: El señor Galíndez
- 1976: Las troyanas
- 1977/1978: Don Juan
- 1977/1978: El reñidero
- 1978: El jardín de los cerezos
- 1979: El Diablo en la cortada
- 1979: Escenas de la calle
- 1980: El inspector
- 1980: El reñidero
- 1981/1982: El mago
- 1981: El jardín de los cerezos
- 1982/1983: Santa Juana
- 1982: El reñidero
- 1982: Los cuernos de Don Friolera
- 1983: Pasión y muerte de Silverio Leguizamón
- 1984: Babilonia
- 1986: Poder, apogeo y escándalos del Coronel Borrego
- 1990: El Señor come yogur
- 1993: Mil años y un día
- 1996: Entrevías
- 1997: La dama y el clarinete
- 1997: Las visiones de Simón Machard
- 1998: El conventillo de la Paloma
- 2001: Chau (director)
- 2004: La vida va (autor y actor)
- 2005: Trátala con cariño

### Televisión[3]
- 1969: El patio (Canal 13)
- 1970: Cosas de los Campaneli (Canal 13)
- 1971: El amor tiene cara de mujer (Canal 9)
- 1973: Alguien como usted
- 1973: Alguien como vos
- 1978: El Evangelio criollo en Tierra Santa (Canal 13)
- 1978: Espectaculares del San Martín: El reñidero (Canal 13)
- 1979: La Posada del Sol (Canal 13)
- 1980: Rosa de lejos, como Roque (Canal 7)
- 1981/1985: Las 24 horas (Canal 13)
- 1981: Espectaculares del San Martín: El jardín de los cerezos (Canal 13)
- 1982: Espectaculares del San Martín: El mago (Canal 13)
- 1982: Casi una pareja (Canal 9)
- 1983/1984: Compromiso (Canal 13)
- 1983: El teatro de Irma Roy (Canal 9)
- 1983: Espectaculares del San Martín: Santa Juana (Canal 13)
- 1983: Jugarse entero (Canal 9)
- 1983: Ruggero (Canal 9)
- 1984/1988: Buscavidas (Canal 13)
- 1984: Alguien como usted (Canal 13)
- 1984: Entre el amor y el poder, como Nicolás (Canal 9)
- 1984: La Academia Gran Hotel (Canal 13)
- 1984: Nazareno Reyes (Canal 9)
- 1985: Increíblemente sola, como Víctor (Canal 9)
- 1985: Solo un hombre (Canal 9)
- 1986: Dos para una mentira, como Aníbal (Canal 9)
- 1986: Ese hombre prohibido (Canal 9)
- 1987/1989: De fulanas y menganas (ATC)
- 1987: Ficciones; episodio "El gran cobarde" (ATC)
- 1987: Los copiones (ATC)
- 1987: Hombres de ley (ATC)
- 1987: Vínculos (Canal 13)
- 1988: Mi nombre es Coraje, como Lorenzo (Canal 2)
- 1988: Estrellita mía (Canal 11)
- 1988: Vínculos II (Canal 13)
- 1989: Las comedias de Darío Vittori (episodio n.º 8: "De profesión: Mano derecha") como Gaspar
- 1989/1990: Así son los míos (Canal 13)
- 1989: Nosotros y los otros (Canal 13)
- 1991: Manuela, como el doctor Pintos (Canal 13)

- 1992:"¡Grande, pa!(canal 11)
- 1992: Zona de riesgo (Canal 13)
- 1992: El precio del poder (Canal 9)
- 1993/1994: Sin condena (Canal 9)
- 1993: Alta comedia, episodio "Una historia escondida" (Canal 9)
- 1994: Alta comedia; episodio "Un amor como ninguno" (Canal 9)
- 1994: El amor tiene cara de mujer, como Max
- 1995: Sheik (Canal 13)
- 1995: Poliladron (Canal 13)
- 1995: Por siempre Mujercitas (Canal 9)
- 1996: Montaña rusa, segunda vuelta o Montaña rusa, otra vuelta, como César Campos (Canal 13)
- 1997: De la nuca (Canal 9)
- 1997: Los herederos del poder (Canal 9)
- 1998/1999: La nocturna (Canal 13)
- 1998: Socios y más, como Jorge (Canal 13)
- 2000/2001: Los buscas de siempre  (Canal 9)
- 2000: Primicias (Canal 13)
- 2002: Los simuladores, episodio "Un trabajo involuntario" (Telefé), como el director del penal.
- 2005: Amor mío (Telefé)
- 2006/2007: La ley del amor (Telefé)
- 2006: Autoestima (Canal 7)
- 2006: Un cortado (Canal 7)
- 2008: Vidas robadas (Telefé)

## Publicidad
En 1975 protagonizó una propaganda del automóvil Ford Falcon También apareció en otro aviso del mismo producto, en 1982. Asimismo, protagonizó campañas para Coñac Tres Plumas y perfumes Polyana, entre otros trabajos.